# Борис Дюлгеров
Борис Илиев Дюлгеров е български театрален актьор и режисьор.

## Биография
Роден е в Белица, Царство България, на 7 март 1931 година. През 1953 година завършва актьорско майсторство във ВИТИЗ в класа на Кръстьо Мирски. В същата година дебютира на сцената на Драматичен театър – Димитровград с ролята на Попчето в „Хъшове“ на Иван Вазов. Работи последователно в драматичните театри в Стара Загора, Бургас, Велико Търново и Търговище. Дълги години е директор на Търговищкия драматичен театър.

## Роли
Борис Дюлгеров играе множество роли, по-значимите са:
- Антонио – „Светът е малък“ от Иван Радоев
- Иван Александър – „Към пропаст“ от Иван Вазов
- Чиновникът – „Сако от велур“ от Станислав Стратиев
- Патриархът – „Процесът срещу богомилите“ от Стефан Цанев
- Сократ – „Последна нощ на Сократ“ от Стефан Цанев
- Джордж Крафт – „Професията на госпожа Уорън“ от Джордж Бърнард Шоу[1]